# Eintracht Fráncfort (femenino)
El Eintracht Fráncfort Femenino (Eintracht Frankfurt Frauen e.V., en alemán y oficialmente, o Eintracht Frankfurt de manera abreviada) es la sección femenina del Eintracht Fráncfort, un club de fútbol alemán. Viste de rojo, negro y a menor medida de blanco, juega en la Bundesliga Femenina, en el Stadion am Brentanobad de Fráncfort, Alemania. 
En la actualidad el club cuenta con siete campeonatos de la Bundesliga Femenina, nueve Copas de Alemania y cuatro campeonatos de Liga de Campeones Femenina de la UEFA; es el equipo femenino alemán más exitoso.

## Historia
El equipo tiene sus orígenes en el SG Praunheim que desde 1973 contaba una sección femenina y fue miembro fundador de la Bundesliga femenina en 1990.  El 27 de agosto de 1998 la sección femenina del SG Prauenheim se convirtió oficialmente en el 1. FCC Frankfurt y en su primera temporada ganó el campeonato alemán.
Entre 2001 y 2003 el Frankfurt ganó tres dobletes seguidos, y en 2002 también ganó su primera Liga de Campeones. En 2006 ganó otra Liga de Campeones, y en 2008 su segundo triplete. Sin embargo, desde entonces solo ha ganado un título, la Copa de 2011. En 2012 jugó su quinta final continental, pero la perdieron.
En la 13-14 ganaron su 9ª DFB-Pokal, y en la 14-15 consiguieron su 4ª Champions League, consolidándose como el equipo más laureado de Europa a nivel internacional.
Algunas de sus exjugadoras más destacadas son Leni Larsen Kaurin, Steffi Jones, Ali Krieger, Renate Lingor, Heidi Mohr, Birgit Prinz, Laura del Río, Sandra Smisek o Sara Thunebro.

## Jugadoras

### Plantilla 2021-22
- Actualizado el 18 de julio de 2021

## Palmarés

### Torneos nacionales (16)
| Competición nacional   | Títulos                                              | Subcampeonatos                     |
| ---------------------- | ---------------------------------------------------- | ---------------------------------- |
| Bundesliga (7/6)       | 1999, 2001, 2002, 2003, 2005, 2007, 2008             | 1996, 1998, 2000, 2004, 2011, 2014 |
| Copa de Alemania (9/5) | 1999, 2000, 2001, 2002, 2003, 2007, 2008, 2011, 2014 | 2004, 2005, 2006, 2012, 2021       |

### Torneos internacionales (4)
| Competición internacional                   | Títulos                | Subcampeonatos |
| ------------------------------------------- | ---------------------- | -------------- |
| Liga de Campeones Femenina de la UEFA (4/2) | 2002, 2006, 2008, 2015 | 2004, 2012     |